# Площадь Свободы (Харьков)
Пло́щадь Свобо́ды (укр. Майдан Свободи) — центральная площадь Харькова. С момента основания (планировка — 1923/25, мощение — 1930/31) по 1991 год носила название площадь Дзержинского. Во время немецкой оккупации в 1942 году носила название «площадь Немецкой Армии». С конца марта по 23 августа 1943 года называлась «площадью Лейбштандарта СС» по названию только что вторично захватившей город в третьей битве за Харьков 1-й танковой дивизии СС «Лейбштандарт СС Адольф Гитлер».
1 марта 2022 года в ходе боёв за Харьков во время вторжения России на Украину здание Харьковской областной администрации, находившееся на площади, было разрушено российской ракетой.

## Характеристики
- Длина — от 690 до 750 метров
- Ширина прямоугольной части — от 96 до 125 метров.
- Диаметр круглой части — 350 метров.
- Площадь — 11,9 гектаров[4].
- Разница высот вдоль площади — свыше 11 метров (от высшей точки на Сумской улице до низшей — у Госпрома).
- Площадь имеет форму колбы, обращённой горлышком к Сумской улице[5].
- Ось круглой части площади проходит через ось симметрии здания Госпрома и под углом 20 градусов к оси прямоугольной части.
- Прямоугольная часть площади замощена брусчаткой и выходит на Сумскую улицу, круглая — на проспект Науки.
- Под площадью находятся две станции метро — «Университет» (1984) Салтовской линии и «Госпром» (1995) Алексеевской линии.

## История
Территория, расположенная к северо-западу от Сумской улицы, в XIX — начале XX века принадлежала университету. На ней размещались клиники и учебные корпуса медицинского факультета, за которыми простирались пустыри, пересечённые оврагами, в частности, Шатиловым яром (засыпан в 1930-х годах).
До революции место нынешней площади частично занимала небольшая немощёная Ветеринарная площадь, названная по двухэтажному зданию Ветеринарного института (с 1960-х новый Дворец пионеров). По существу это был пустырь.
Кроме института, на Ветеринарную площадь выходили здание хирургического корпуса университета (ул. Сумская, 39; торцом; разрушен в войну), трёхэтажное здание химического факультета Харьковского университета на месте шахты советского Метростроя (на её месте в 2012 открыта гостиница «Харьков Палас») и несколько одноэтажных зданий, часть из которых стояла на территории будущей площади.

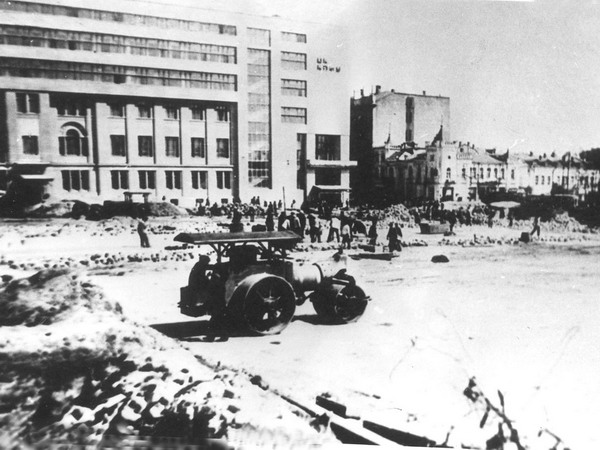
Мощение площади. Начало 1930-х годов. На заднем плане строящееся здание ЦК КПб(У) в стиле конструктивизм (первые три этажа сохраняют элементы первоначального оформления фасада здания Губернского земства, впоследствии утраченные в процессе вынужденной корректировки проекта)

В 1924 году с учётом роста столицы УССР архитектором В. К. Троценко была разработана предварительная схема этого района Харькова, позднее названного Загоспромьем. По плану были разбиты кварталы в виде концентрических колец: 1, 2, 3 и 4-я Кольцевые улицы, ныне соответственно проспект Независимости, улицы Чичибабина, Данилевского и Культуры; разделённые радиальными улицами: 1, 2, 3 и 4-й Радиальными, ныне Анри Барбюса, Ромена Роллана, проспект Науки и Ярослава Галана. Радиальными также являлись Клочковский спуск, ныне спуск Пассионарии, и улица Тринклера. Пробивка некоторых радиальных улиц из плана Троценко не была произведена: в частности, а) идущих через сад Шевченко (там их заменили аллеи, в частности Университетская аллея), б) улица Ярослава Галана после завершения строительства Академии РККА (пл. Дзержинского, 6) оказалась отрезана от площади, хотя первоначально должна была проходить под переходом этого здания через его большой внутренний двор, как 1-я и 2-я Радиальные под переходами Госпрома: соединение не было осуществлено, в частности, из-за перепада высот — площадь расположена значительно ниже улицы Галана.
В 1925 году по инициативе Ф. Э. Дзержинского было решено соорудить Дом Государственной промышленности. Для него отвели три смежных квартала на внутреннем кольце. Это и положило начало формированию нового района, центром которого стала огромная площадь, граница которой определилась Госпромом. Чтобы открыть вид на «первый советский небоскрёб» со стороны Сумской улицы, потребовалось значительно срезать землю и расчистить от малоэтажной застройки большой участок.
Одна из крупнейших в мире площадей получилась в плане необычной формы, напоминающей химическую реторту. Стремление придать очертаниям площади более чёткую конфигурацию привело к её пространственному расчленению на прямоугольную часть, служащую главным городским форумом, и круглую, в центре которой до Великой Отечественной войны была огромная клумба, затем на её месте был создан сквер (архитекторы В. И. Корж, П. И. Русинов, 1965 год).
Споры о форме площади и границах её частей велись до конца 1920-х годов. Предлагалось даже разделить площадь на две, а между ними от сада Шевченко до будущей гостиницы «Интернационал» построить монументальное здание, продолжающее улицу Тринклера. От этого плана отказались, но идея архитектурно подчеркнуть границу между частями площади привела в 1963 году к установке на границе двух частей памятника Ленину, который после уничтожения 28 сентября 2014 года был заменён на памятный крест.
До 1990-х годов называлась «площадь Дзержинского». С 1991 года носит название «площадь Свободы».
В результате реконструкции в 2020 году в сквере был установлен новый фонтан.

## Исторические сооружения, выходящие на площадь
- Госпром (Дом Государственной промышленности). Уникальный памятник советского конструктивизма, построен в 1926—1928 годах.
- Харьковский национальный университет имени В. Н. Каразина, бывший Домпроектострой (не путать с нынешним Домом Проектов[9]), построен в 1930—1933 годах в стиле конструктивизма из монолитного железобетона с деревянными перекрытиями по проекту архитекторов С. С. Серафимова и М. А. Зандберг-Серафимовой. Данный проект под названием «Догнать и перегнать» победил на всесоюзном конкурсе 5 февраля 1930 года.
 Во время войны здание сильно пострадало и было перестроено по проекту архитекторов В. П. Костенко и В. И. Лифшица в 1953—1963 годах в стиле сталинской архитектуры (ампир). В результате этой реконструкции здание полностью лишилось своей конструктивистской стилистики и футуристической навесной крыши. Правда, шпиль, как на семи московских высотках, в связи с хрущёвской «борьбой с архитектурными излишествами» достроен не был. С 1957—1962 годов в здание переехал Харьковский университет.
- Северный корпус университета, бывшая Академия имени Говорова, бывш. Дом Кооперации — третье из зданий задуманного конструктивистского ансамбля, по проекту академика архитектуры А. И. Дмитриева и О. Р. Мунца. Здесь первоначально было задумано разместить Дом Правительства Украины, затем оно было отдано Управлению сельского хозяйства.
 Строительство велось с 1929 года из кирпича, сроки возведения вылились в типичный советский «долгострой». В 1934 году, после переноса столицы в Киев, недостроенное здание передали Военно-хозяйственной академии, будущей имени Говорова (до 1993 года ВИРТА/Харьковский военный университет, ликвидированный в 2003 году). До начала войны здание в стиле конструктивизма достроить не успели и закончили лишь в 1954 году по проекту архитекторов П. Е. Шпары, Н. П. Евтушенко, Н. А. Линецкого и других — в стиле сталинского ампира.
- Гостиница «Харьков», бывш. «Интернационал», построена в стиле конструктивизма архитектором Г. А. Яновицким в 1932—1936 годах, после войны восстановлена по проекту того же автора с элементами сталинского ампира.
- Здание обладминистрации, типичный образец послевоенного сталинского ампира, бывший Харьковский Обком КПСС. Построено на месте и с использованием элементов разрушенного во время войны конструктивистского здания Центрального Комитета КП(б)У (в свою очередь являвшегося перестройкой дореволюционного здания Губернского земства), архитекторы В. М. Орехов, В. П. Костенко и другие, в 1951—1954 годах.
- Здание ветеринарного института, с 1960 года — новый Дворец пионеров.

### Здания на площади

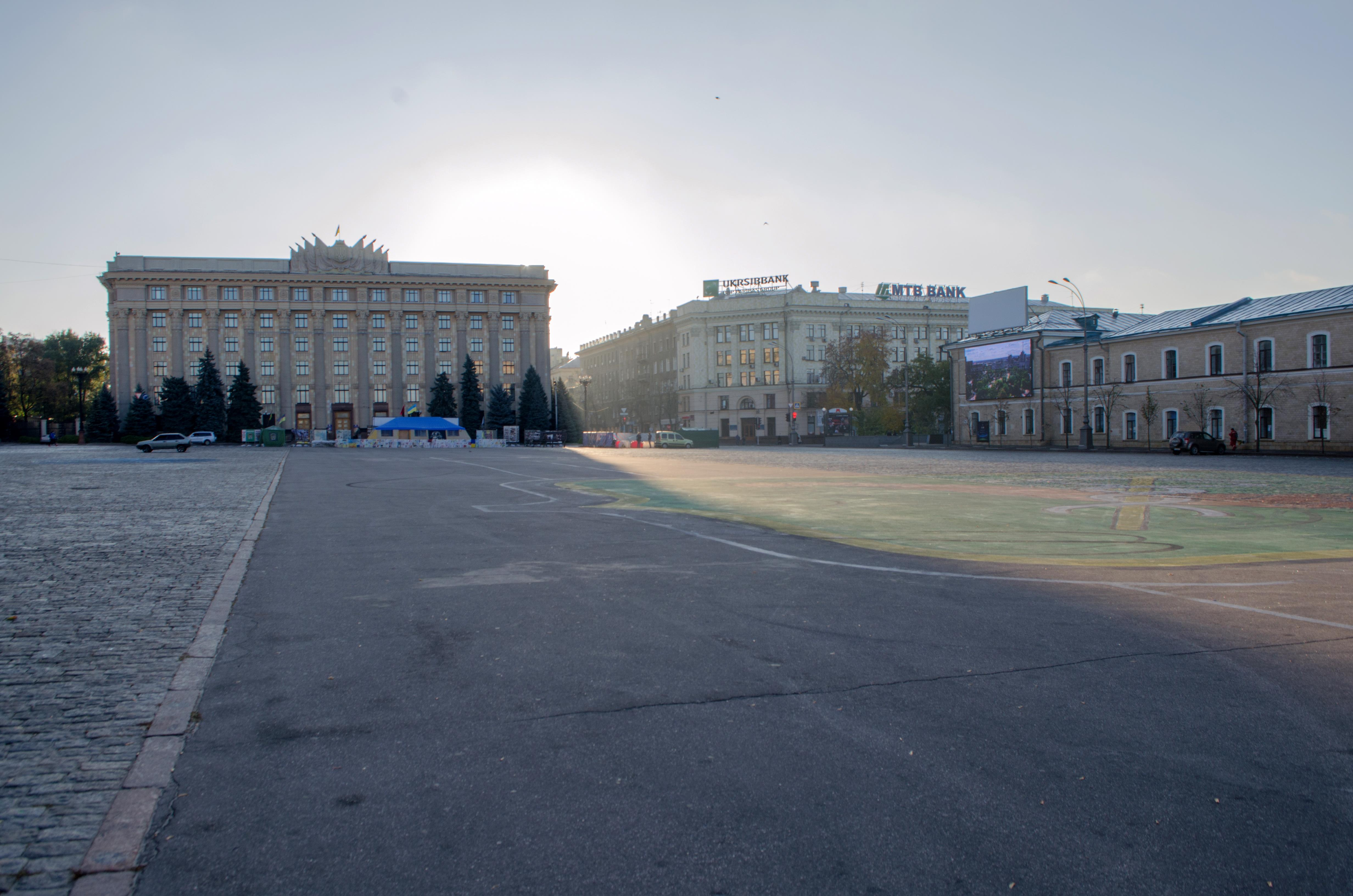
Харьковская обласная администрация
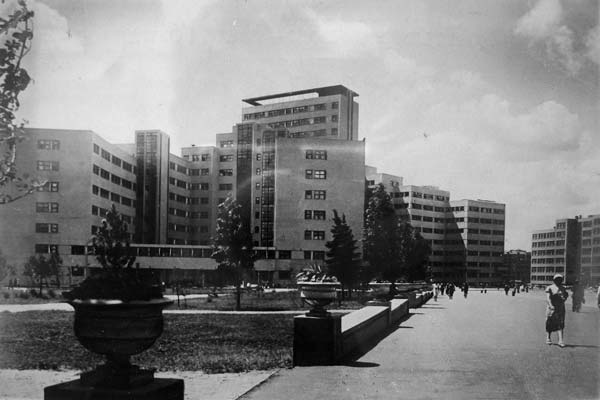
Домпроектстрой до войны, 1936 год
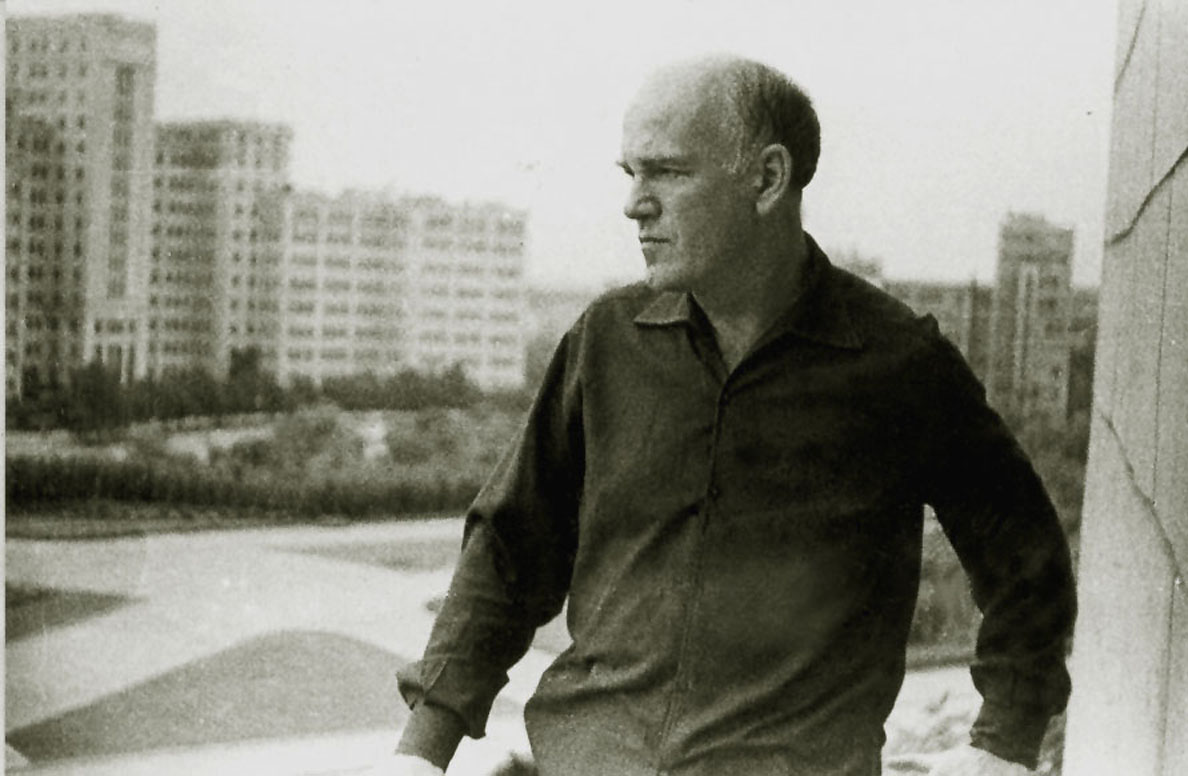
Святослав Рихтер на балконе гостиницы «Харьков». 1966 год
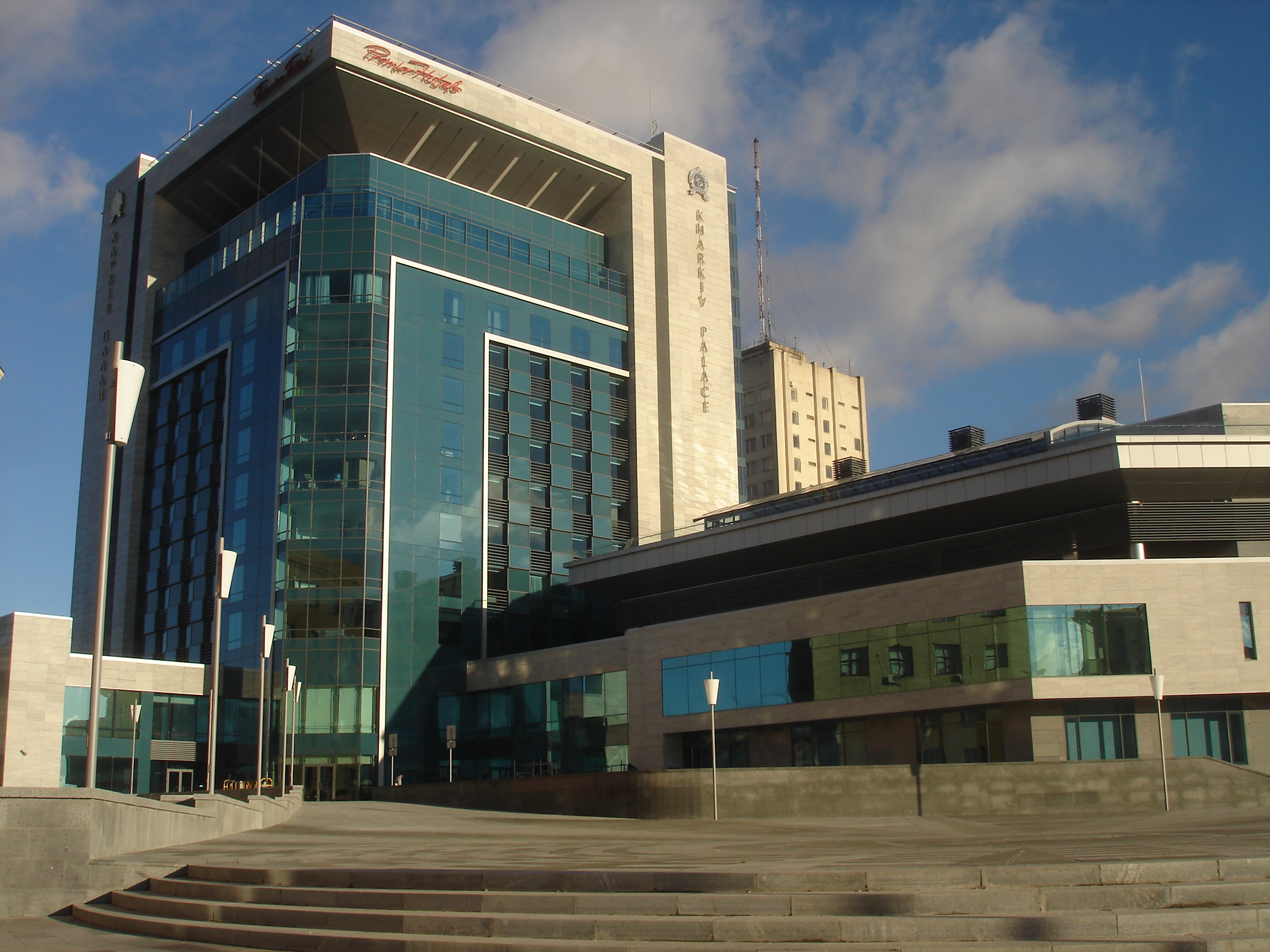
Гостиница «Kharkiv Palace». Декабрь 2011 года
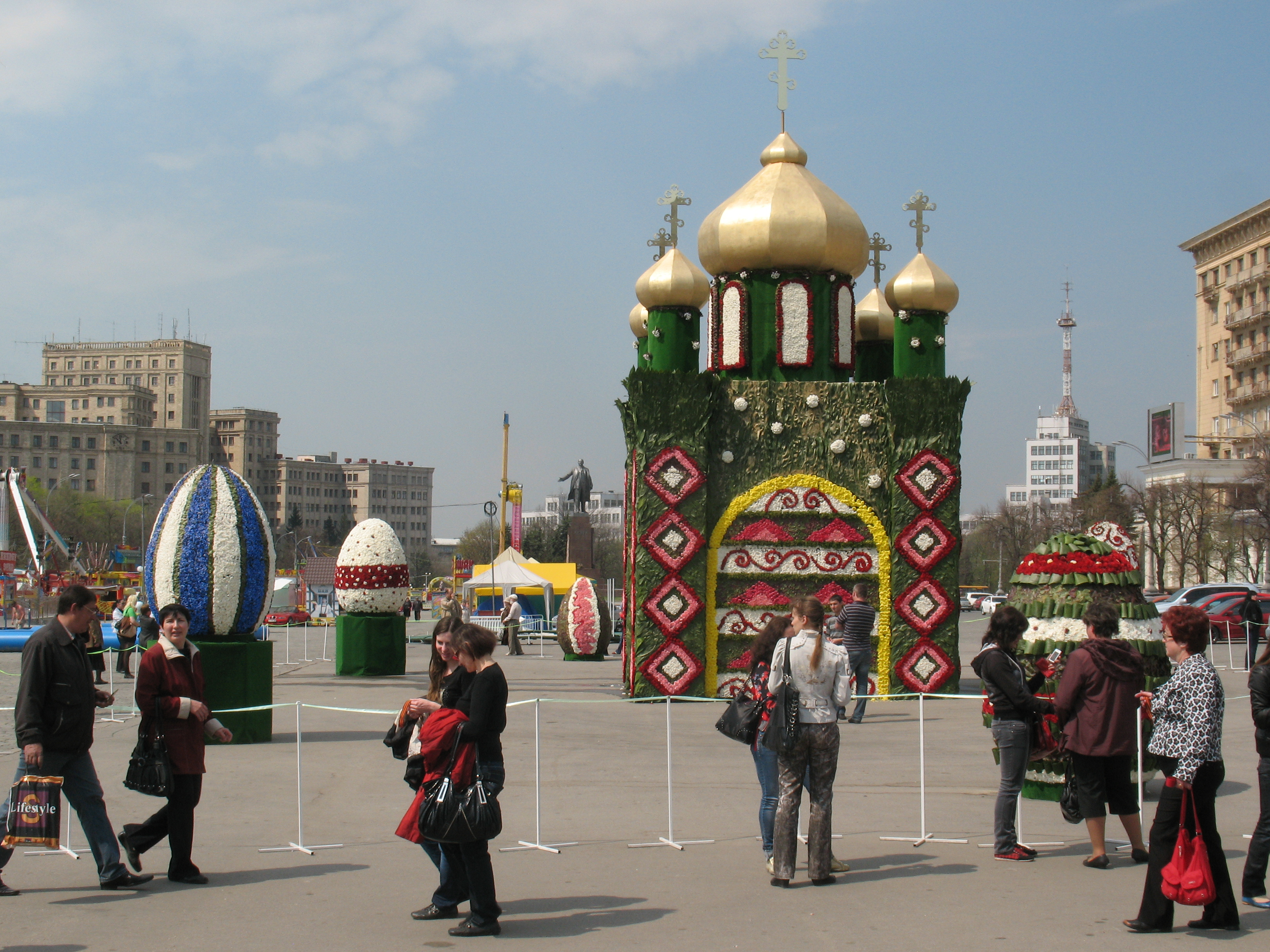
Празднование Пасхи 2011 года. Вид площади и пасхальные яйца

## Другие сооружения
- Харьковпроект — дом 10 в стиле «умеренный сталинский ампир», здание 1954 года.
- Здание пятизвёздочной 11-этажной гостиницы «Харьков Палас»[10] с «зеркальным» фасадом в стиле хай-тек, построенной к чемпионату Европы по футболу «Евро-2012» («народное» название[кем?] «Ярославская»). Строительство начато в августе 2010 года на месте дореволюционного трёхэтажного корпуса медицинского факультета Харьковского университета, разрушенного в 1943 году; впоследствии на этом месте был сквер и с 1984 года — подразделение и шахта «Метростроя». Строительство осуществлено компанией DCH RE, принадлежащей бывшему владельцу ФК Металлист А. В. Ярославскому. В гостинице во время Евро-2012 размещалась региональная штаб-квартира УЕФА.

## Временные сооружения

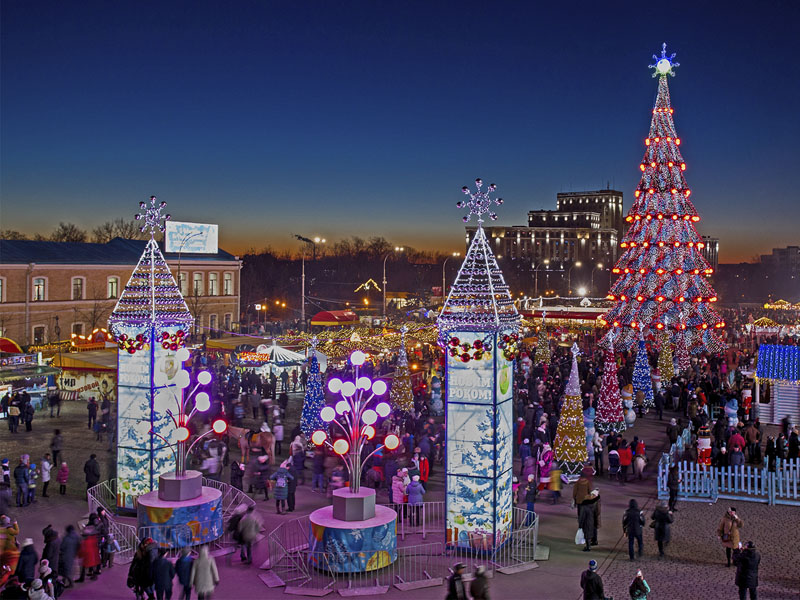
Новогодняя площадь вечером. Ледовый городок, 2018 год

На центральной площади часто проходят выставки (например, советской военной техники (1944), продукции харьковских предприятий (1952) и другие), ярмарки, различные конкурсы, концерты. Также проходили и проходят демонстрации на 1 Мая (с 1927 до 2011), демонстрации и реже военные парады 7 Ноября (с 1927 по начало 2000-х годов), военные парады 9 мая (1960-е — н. в., часто) и на День независимости Украины 24 августа (1990-е — 2009, редко). Для каждой демонстрации или парада сооружаются временные трибуны, для концертов — сцены, для выставок — павильоны.
Также на Новый 2009 год на площади был построен детский ледовый город (изо льда, привезённого из Сибири), на новый 2011 год — детский казачий деревянный городок, в июне 2010 года — детский песочный город (знаменитые сооружения мира и сказочные герои из песка), на Пасху 2011 года — деревянная пасхальная церковь и пасхальные яйца, в июне-июле 2011 — детский цирк «Бим-Бом» и детский театр Карабаса-Барабаса.
Все временные сооружения существуют недолго — от нескольких часов (сцены) до нескольких месяцев (зимние детские городки).

## Памятники
- Памятник В. Н. Каразину, основателю Харьковского университета, отлит по проекту скульптора И. И. Андриолетти и академика архитектуры А. Н. Бекетова, открыт летом 1907 года на Сумской на границе Университетского сада. В феврале 1934 года, в связи со строительством на том же месте памятника Шевченко, Каразина перенесли на Университетскую улицу, напротив тогдашнего здания Харьковского университета (сейчас Украинская инженерно-педагогическая академия); в 1958 году он установлен слева от нынешнего здания университета в саду Шевченко (физическая сторона); в 2004 году перенесён к центральному входу в университет. 
На памятнике выбита надпись: «Главным предметом учреждения университета было у меня благосостояние милой моей страны и полуденнаго края России». В. Н. Каразин.
- † Крест по случаю 215-летия Харьковской епархии — в центре площади. Высота 3,5 м, ширина 1,5 м. Сооружён и установлен 4 октября 2014 года на месте снесённого памятника Ленину.
- † Памятник В. И. Ленину — в центре площади. Общая высота 20,2 м, высота скульптуры 8,5 м, проект скульпторов М. К. Вронского и А. П. Олейника, открыт в 1963 году. Был снесён активистами 28 сентября 2014 года при большом скоплении людей. Тогда же председателем Харьковской облгосадминистрации издано распоряжение о демонтаже памятника на основе Закона Украины.
- Бюст губернатору Ефиму Щербинину — перед зданием на Сумской, 64 (ЦК КП(б)У, затем обком партии, ныне обладминистрация). Открыт в 2004 году.
- Памятник студбатовцам-студентам ХГУ, погибшим в 1941 году — между университетом и Госпромом. Открыт в 2001 году.
- Памятники Д. И. Багалею и А. М. Ляпунову у входа в северный корпус Харьковского национального университета им. В. Н. Каразина (бывшая ВИРТА). Открыты 17 ноября 2010 года[11].
- Памятники трём нобелевским лауреатам: Илье Мечникову, Льву Ландау и Саймону Кузнецу. Открыты 23 апреля 2016 года у входа в главный корпус Харьковского национального университета имени В. Н. Каразина.
- † Памятник И. В. Сталину — в центре площади. Был открыт в 1944 году на месте, где позже возвели памятник Ленину; демонтирован и разрушен в 1960 году после XX съезда КПСС.

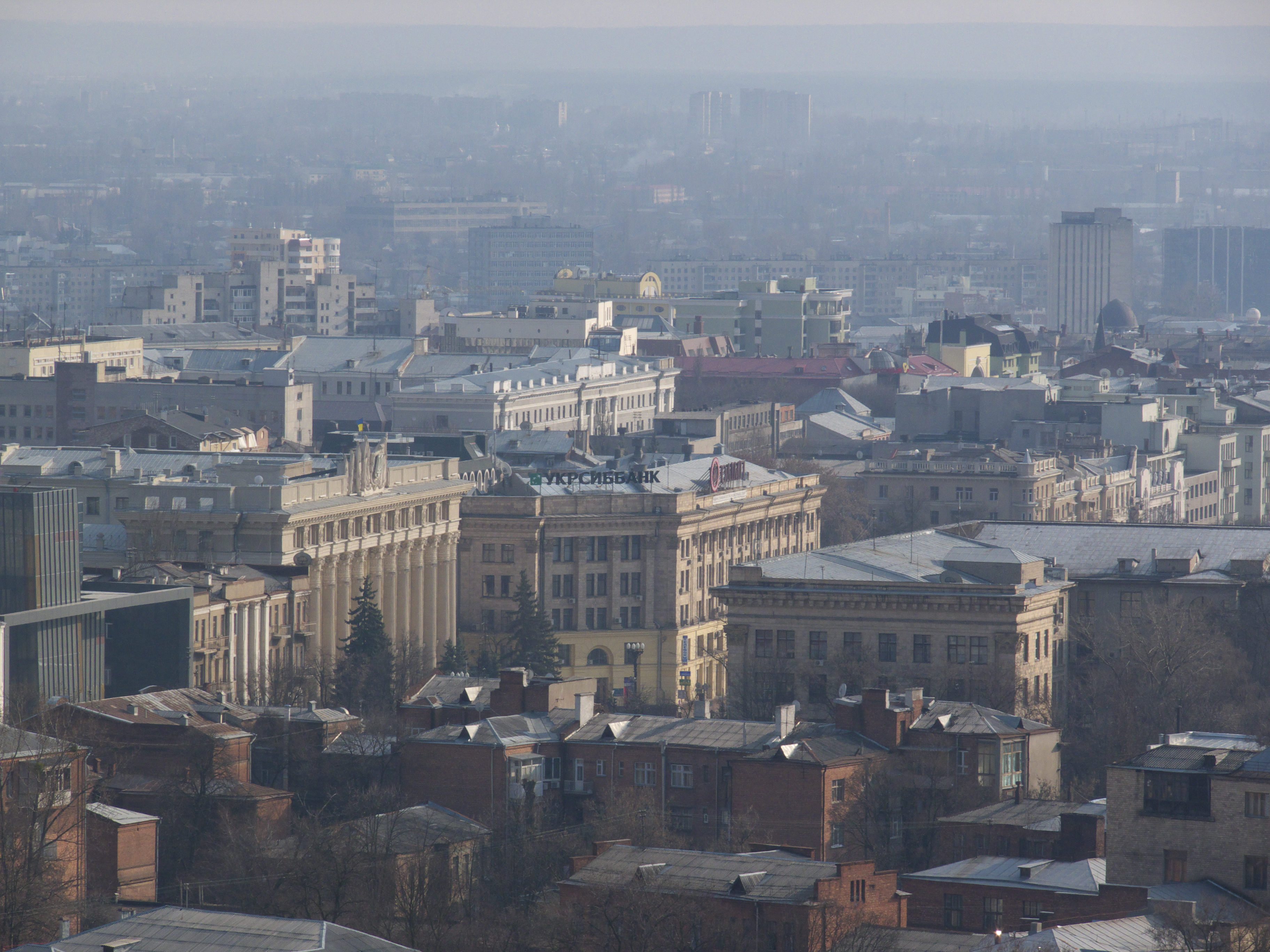
Пересечение площади с Сумской улицей

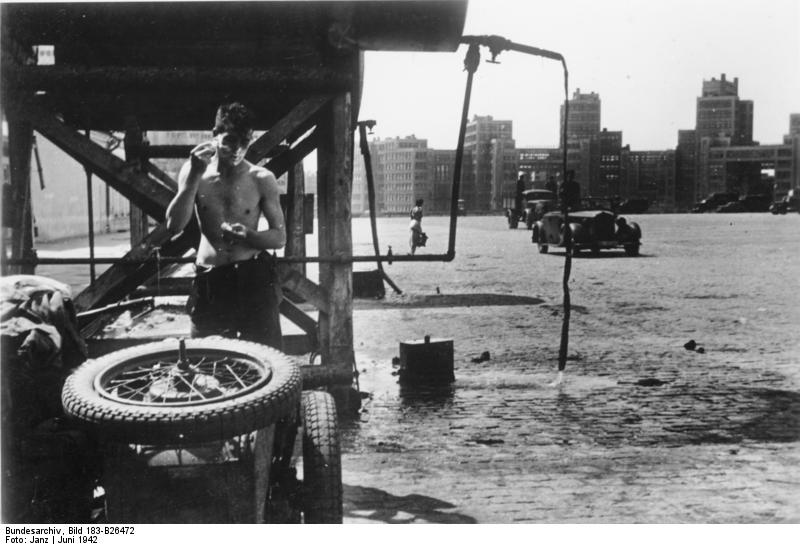
Немецкий солдат бреется на площади Дзержинского, переименованной во время оккупации в «площадь Вермахта», возле заправки техники водой. На заднем плане Госпром. Июнь 1942

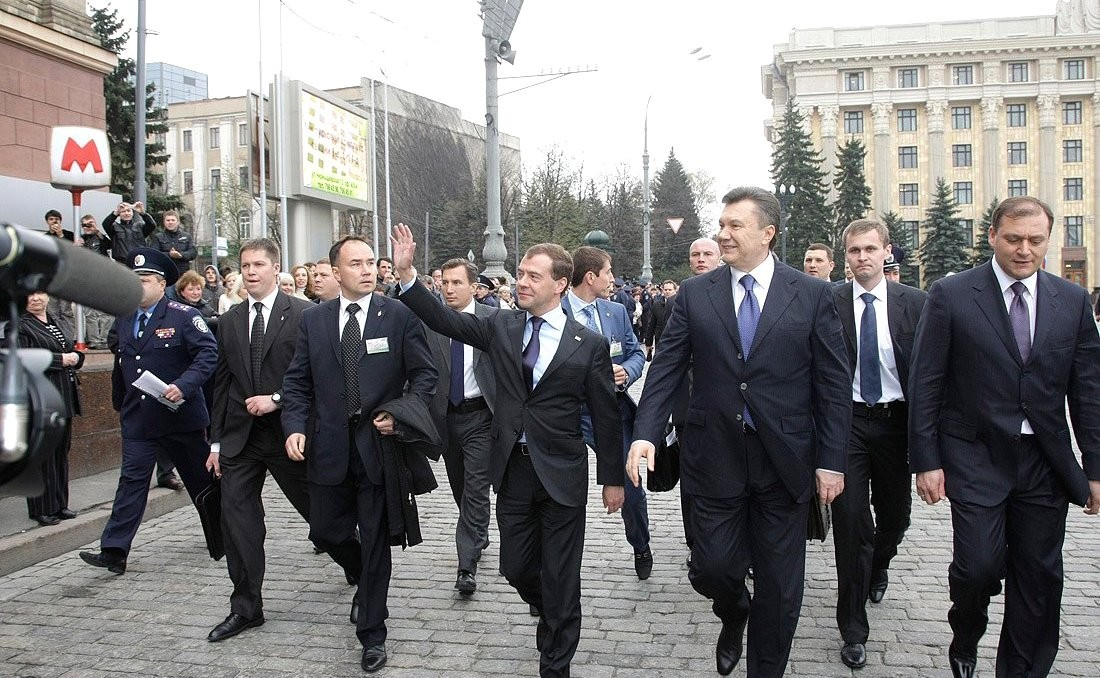
Президенты России (Дмитрий Медведев) и Украины (Виктор Янукович) на площади Свободы. Апрель 2010, Харьковские соглашения

## Площадь в литературе и искусстве
- «…самая широкая и самая большая из всех площадей Европы» — Олесь Гончар.
- «Огромная, залитая солнцем площадь Дзержинского широко, вольно стелется перед ними, и где-то на другом конце её виднеется гранитное здание, которое раньше занимал ЦК». — Олесь Гончар.
- «Гигантская площадь в окружении чуждой мне архитектуры, долженствующая восхищать своим размахом, пугает». — Ярослав Голованов.
- «Видел знаменитый Дом госпромышленности на площади Дзержинского; как говорили харьковчане, самой большой площади в мире, — одиннадцать га». — Анатолий Рыбаков.

## Символы города
- Общий вид площади и здание Госпрома стали двумя из двенадцати символов Харькова.[12]

## Исторические факты
- Площадь Свободы в пять раз больше Красной площади в Москве. Она — шестая по величине площадь в Европе и двенадцатая в мире.
- До августа 1932 года по левой стороне площади, если смотреть от Сумской, ходили трамваи 5, 12, 17, 20 маршрутов от спуска Пассионарии прямо на Иванова с поворотом по улице Дзержинского до Петровского, где выходили на ликвидированную в 1999 году линию. Затем трамвайные пути были перенесены за Госпром, на полукруг проспекта «Правды» и ул. Тринклера, где и остаются по сей день.
- В 1943 году Нагорный район Харькова, центр, запад и восток города (кроме юго-запада и юго-востока) были освобождены от вермахта 23 августа.[13]. Уникальный факт: оба раза, утром 16 февраля 1943 года и утром 23 августа, первыми освободили сердце Харькова — площадь Дзержинского — воины 183 стрелковой дивизии полковника Василевского. Только в феврале они вошли на площадь со стороны Алексеевки, а в августе — прямо по Сумской[13].
- В августе 1944 года на площади проводилась большая выставка военной техники; в начале 1950-х, летом — мирной техники, выпускаемой харьковскими предприятиями.
- До 1992 года на площади проходила церемония выпуска офицеров Харьковского гвардейского Высшего танкового командного училища им. Верховного Совета УССР. В 1991 году на выпуске присутствовал Председатель Верховного Совета УССР, в последующем первый президент Украины Леонид Кравчук. Активистами Движения «Рух» была предпринята попытка сорвать выступление Кравчука и выпуск офицеров, но силами курсантов танкового училища и милиции демонстранты были разогнаны[14].
- Концерт на площади с наибольшим количеством зрителей (по разным оценкам, от 150 до «более чем 350 тысяч», хотя перед сценой всего 65 тыс. м2) прошёл вечером 12 сентября 2008. Выступала британская группа «Queen + Paul Rodgers», сыгравшая 30 композиций. Гитарист Брайан Мэй заявил, что впервые «Квин» собрал столько людей на концерт[15] и написал в тот же день в своём блоге: «В это трудно поверить… Более четверти миллиона прекрасных жителей Харькова собрались на площади Свободы и зажгли! Они скандировали, смеялись, кричали и плакали… Это была встреча, которую трудно себе представить. Мы были вдохновлены, потрясены и даже порой слишком эмоциональны…»[16] Вход на площадь был бесплатным, музыканты не получили гонорар за выступление — принимающая сторона только оплатила расходы на проведение концерта и пребывание[17][18].
- 8 мая 2011 года на площади была отслужена Божественная Литургия, которую впервые в истории Харькова возглавил Святейший Патриарх Московский и Всея Руси Кирилл[19].
- В презентованном 4 ноября 2010 года Украиной видеоролике «Включи Украину», который транслировался в конце 2010 — начале 2011 на ведущих европейских телеканалах в рамках промокампании Украины к чемпионату Европы по футболу 2012 года (Евро-2012), с харьковской площади Свободы стёрли памятник Ленину. Остался только фундамент памятника (нижние ступени из полированного гранита) и клумба вокруг него[20].
- 1 июня 2011 года, в День защиты детей, на площади прошёл конкурс по одновременному выдуванию тысячами детей мыльных пузырей.

## Фотографии

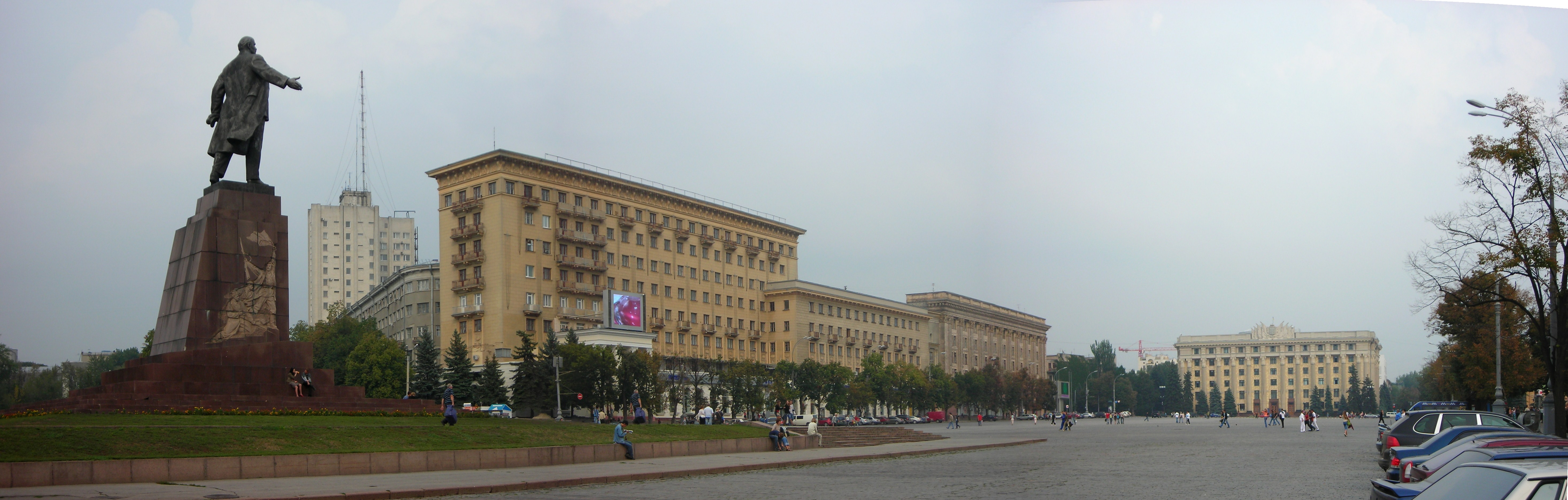
Панорама восточной части площади, 2007

- Фотографии площади Свободы разных лет
- Ю. Артюх. Фотографии площади днём и ночью
- Прямоугольная часть площади, обком, гостиница «Харьков», Промстройпроект и Дворец пионеров со спутника
- Круглая часть площади со спутника